# Marquês de Alegrete
Marquês de Alegrete é um título nobiliárquico português criado pelo Rei D. Pedro II de Portugal por Carta de 19 de Agosto de 1687 em favor de Manuel Teles da Silva, 2.º conde de Vilar Maior. O título de Conde de Vilar Maior ficou subsidiário do Marquesado, ficando reservado para o herdeiro dos Marqueses de Alegrete, passando ambos de geração em geração na família Teles da Silva.

## Marqueses de Alegrete (1687)

### Titulares
1. Manuel Teles da Silva (1641–1709), 2.º conde de Vilar Maior
2. Fernando Teles da Silva (1662–1731), 3.º conde de Vilar Maior
3. Manuel Teles da Silva (1682–1736), 4.º conde de Vilar Maior
4. Fernão Teles da Silva (1703–1759), 5.º Conde de Vilar Maior
5. Luís Teles da Silva Caminha e Meneses (1775–1828), 6.º Conde de Vilar Maior
6. Fernando Teles da Silva Caminha e Menezes (1881–1919), 6º Marquês de Alegrete
7. Fernando Teles da Silva Caminha e Menezes (1908–1957), 7º marquês de Alegrete

### Armas
Escudo esquartelado: I e IV - Menezes, de ouro pleno, II e III - Silva, de prata com leão rampante de púrpura.